# Klokočůvek

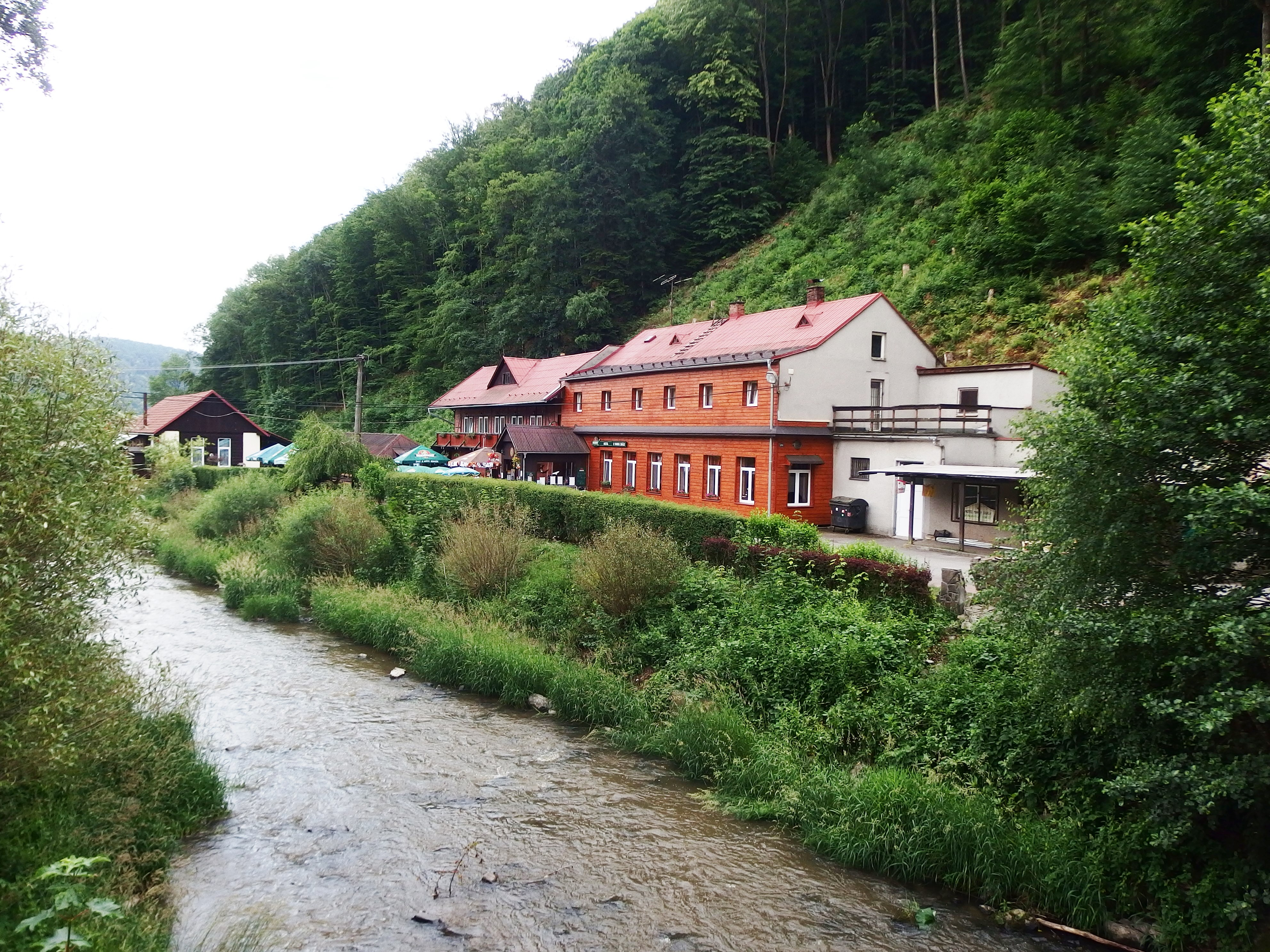
Hotel U Maria skály im Odertal

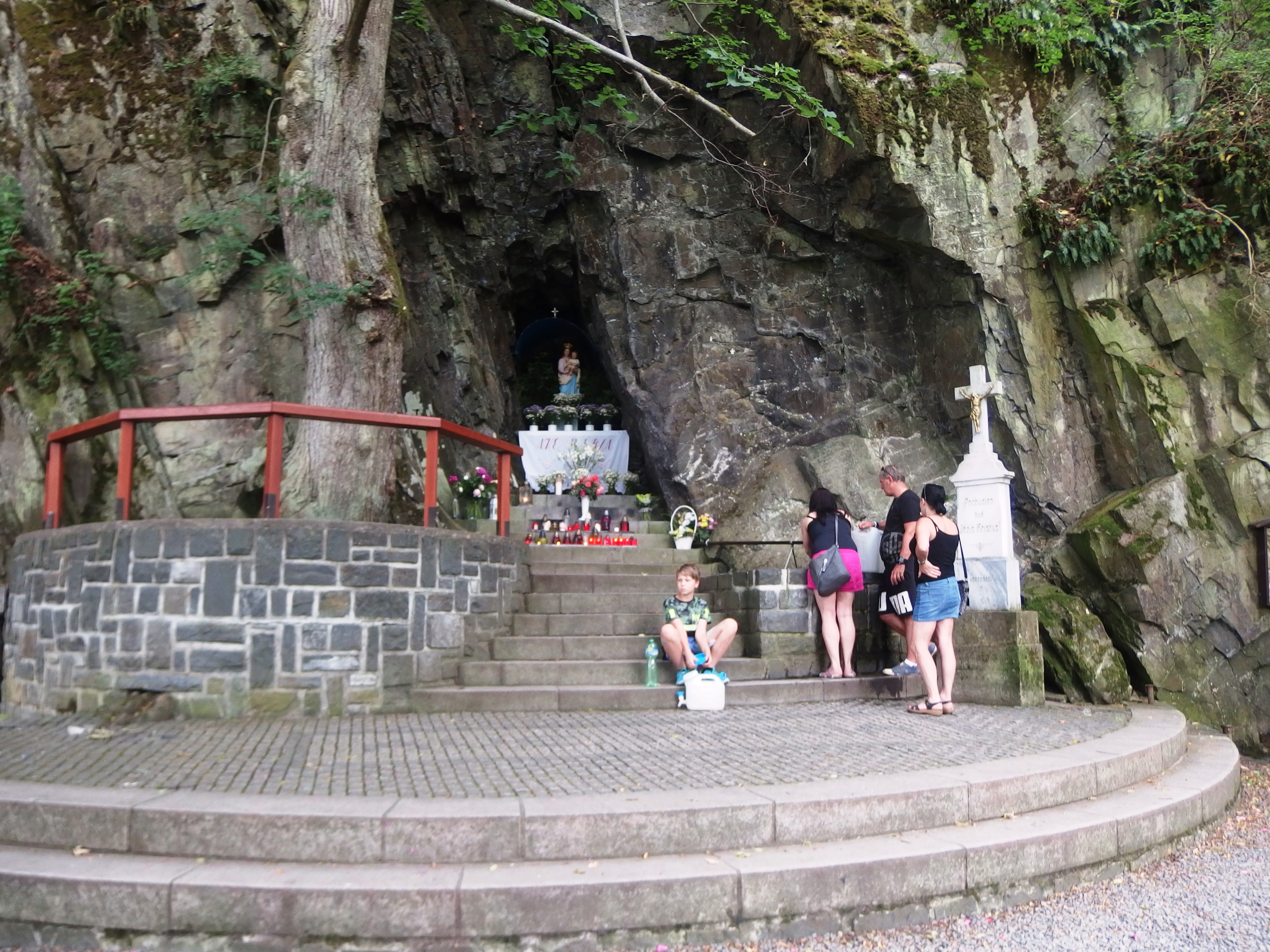
Wallfahrtsort Mariastein

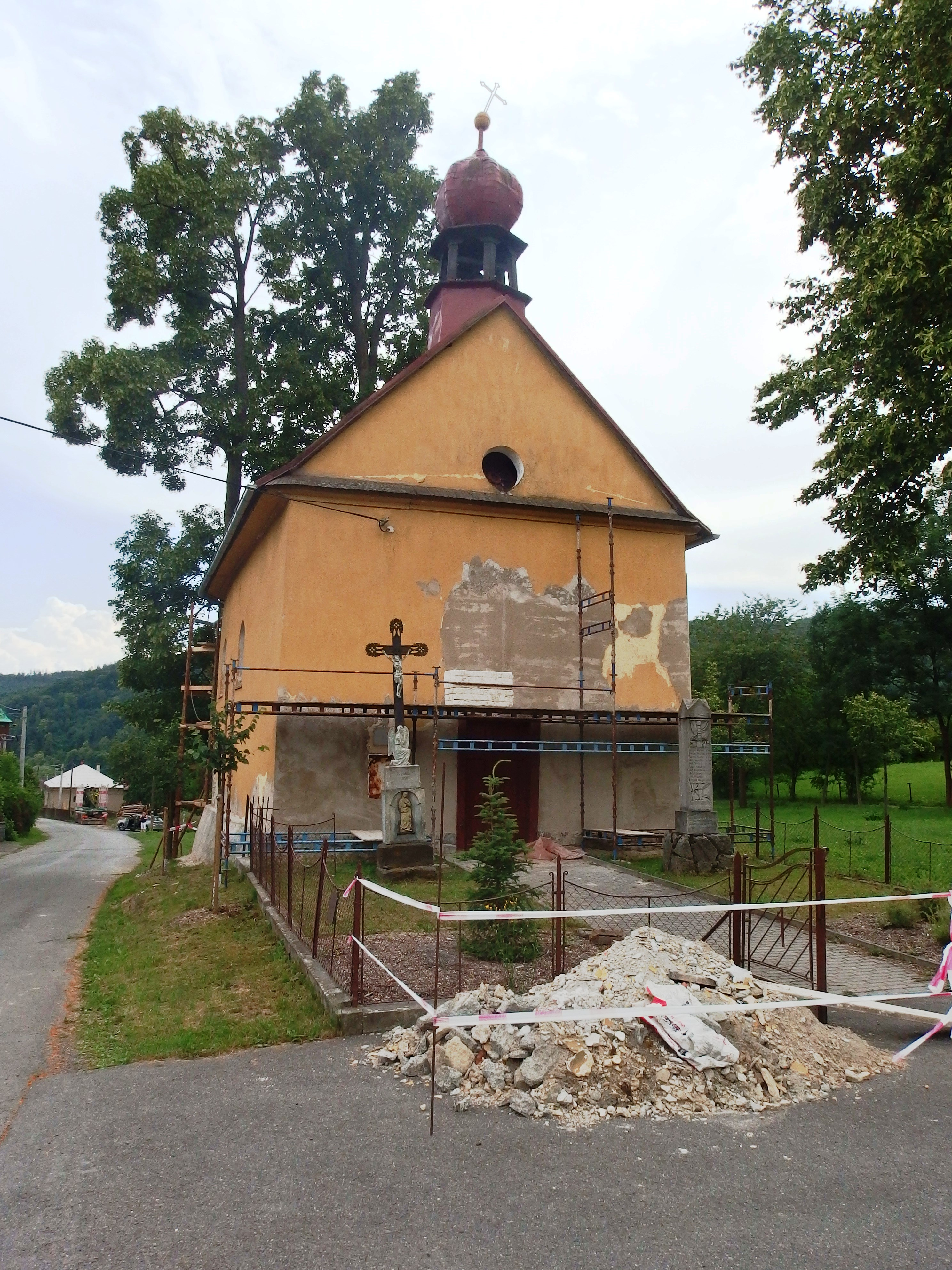
Kapelle des Antonius

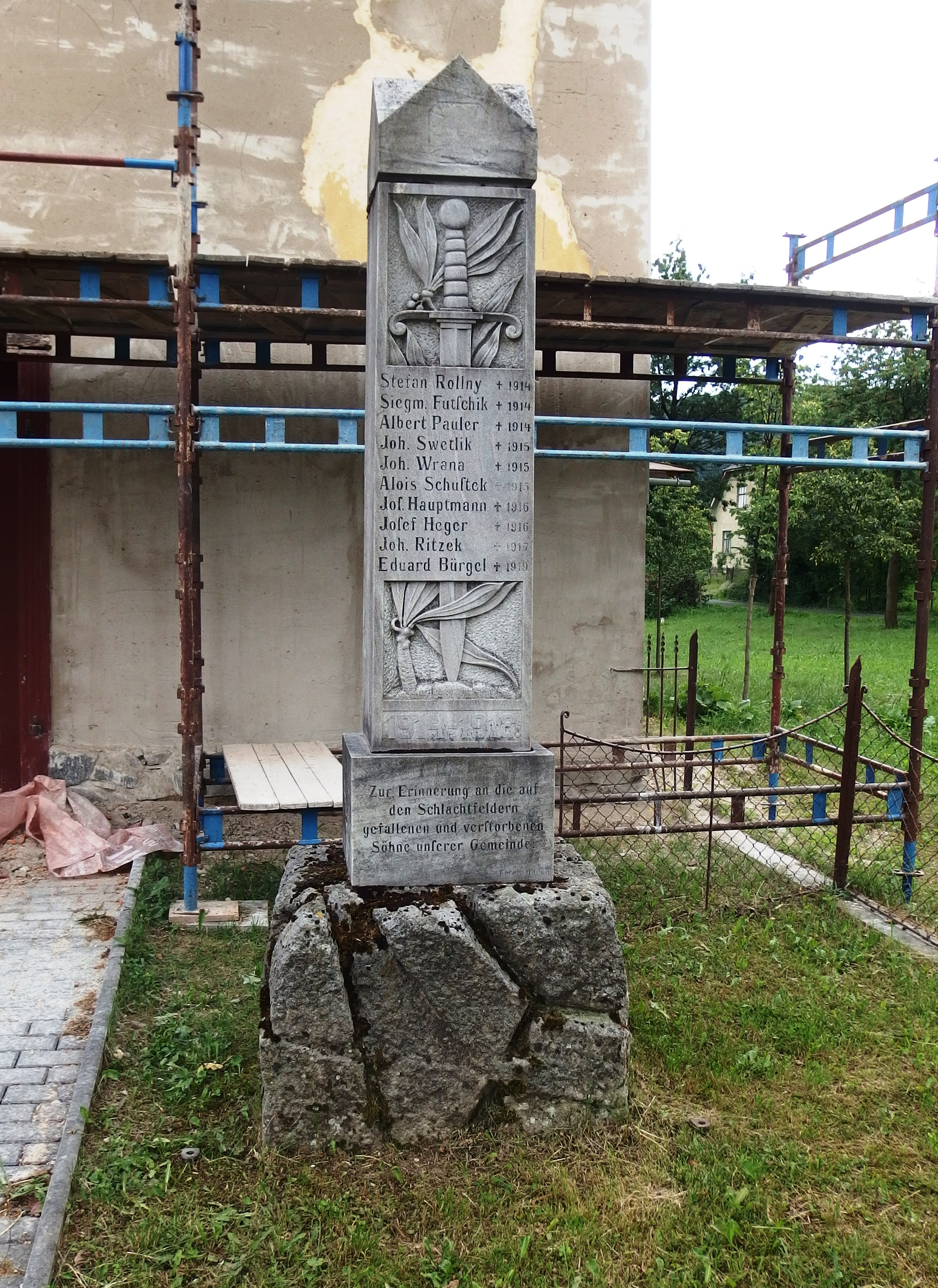
Gedenkstein für die Gefallenen des Ersten Weltkrieges

Klokočůvek (deutsch Klein Glockersdorf) ist ein Ortsteil der Stadt Odry in Tschechien. Er liegt neun Kilometer nordwestlich von Odry und gehört zum Okres Nový Jičín.

## Geographie
Klokočůvek befindet sich linksseitig der Oder am Fuße der Vítkovská vrchovina (Wigstadtler Bergland). Das Dorf erstreckt in steiler Hanglage entlang eines kleinen Baches. Südöstlich von Klokočůvek mündet die Čermná (Czerwenka) in die Oder. Im Norden erhebt sich der Petrov (539 m n.m.), nordöstlich der U Větřáku (560 m n.m.), im Osten die Čermenka (523 m n.m.), südlich die Fléčka (534 m n.m.), im Südwesten der Stráž (548 m n.m.) und nordwestlich die Čížovice (Czischowitz, 555 m n.m.). Einen Kilometer östlich verlaufen die Staatsstraße II/442 zwischen Vítkov und Odry sowie die Bahnstrecke  Suchdol nad Odrou–Budišov nad Budišovkou durch das Čermná-Tal. Gegen Westen erstreckt sich der Truppenübungsplatz Libavá. Südöstlich liegt die wüste Burg Švédská skála. Klokočůvek befindet sich auf dem Gebiet des Naturparks Oderské vrchy.
Nachbarorte sind Františkův Dvůr und Klokočov im Norden, Nové Vrbno und Kamenka im Nordosten, Véska und Heřmanice u Oder im Osten, Heřmánky im Südosten, Skála Panny Marie und Spálov im Südwesten, Spálovský Mlýn und die Wüstung Barnov im Westen sowie Hadinka, Čermenský Mlýn und die Wüstung Nové Oldřůvky im Nordwesten. 

## Geschichte
Das kleine Waldhufendorf Klokočůvek wurde wahrscheinlich im 14. Jahrhundert gegründet. Die erste urkundliche Erwähnung erfolgte 1377, als das Dorf im Zuge der Teilung des Herzogtums Troppau der Herrschaft Wigstein zugeordnet wurde. Klein Glockersdorf gehörte ursprünglich zur Pfarrei Wigstadtl; 1640 wurde das Dorf nach Ratkau umgepfarrt. Im Jahre 1671 wurden Groß Glockersdorf und Klein Glockersdorf von der Herrschaft Wigstein abgetrennt und als landtäfliges Gut Glockersdorf durch Anna Magdalena Oderský von Liderau mit der Herrschaft Meltsch verbunden. Ab 1695 war das Gut Glockersdorf an die Herren Wipplar von Uschütz verpachtet. Nachdem Glockersdorf ab 1705 wieder mit der Herrschaft Wigstein verbunden war, verkaufte Anton Oderský von Liderau das Gut 1708 an Franz Matthias Josef von Eiselsberg. Von diesem erwarb es im Jahre 1720 Jan Václav Želecký von Počenice. Seit dem Beginn des 18. Jahrhunderts ist ein Ortssiegel nachweislich, das eine Pflanze mit drei an langen Stielen herabhängenden Früchten zeigt. 1743 ging das Gut Glockersdorf an Karl Josef Wipplar von Uschütz auf Wigstadtl über. Dessen Sohn Karl kaufte die Erbrichterei in Klein-Glockersdorf auf und nutzte sie in den Wintermonaten als Domizil für seine Jagdleidenschaft. Auf der Dorfaue ließ er eine Kapelle errichten. Karl Wipplar von Uschütz verkaufte das Gut Glockersdorf 1790 an Elisabeth Freiin von Henneberg, geborene Tworkau von Krawarn. Wegen des weiten und vor allem im Winter sehr beschwerlichen Kirchweges nach Ratkau ließ Kaiser Joseph II. 1784 in Groß Glockersdorf aus dem Religionsfonds eine Lokalie errichten. 1803 erwarb Karl Czeike von Badenfeld das Gut, später erbte es dessen Sohn Franz. Dieser ließ den zur Erbrichterei gehörigen Hof parzellieren und teilte ihn gegen die Verpflichtung zu Ross- und Fußroboten unter verschiedenen Grundsassen auf. Nachfolgender Grundherr war Ernst Otto Czeike von Badenfeld. 
Im Jahre 1834 bestand das Dorf Klein-Glockersdorf aus 40 größtenteils hölzernen Häusern, in denen 303 Personen, darunter 12 Bauern, ansonsten Gärtner und Häusler lebten. Die Bewohner waren deutsch- und mährischsprachig. Haupterwerbsquellen waren der wenig ertragreiche Ackerbau, der Handel mit Schindeln sowie die Garn- und Leinwandbleicherei. Im Ort gab es eine Kapelle, eine Schule und eine zinspflichtige Mahl- und Brettmühle. Pfarrort war Ratkau, das Dorf gehörte zum Sprengel des Lokalkaplans in Groß-Glockersdorf. Bis zur Mitte des 19. Jahrhunderts blieb Klein-Glockersdorf der Allodialherrschaft Glockersdorf untertänig.
Nach der Aufhebung der Patrimonialherrschaften bildeten Klein-Glockersdorf / Malý Klokočov und Groß-Glockersdorf / Velký Klokočov ab 1849 eine Gemeinde Glockersdorf / Klokočov im Gerichtsbezirk Wigstadtl. Die Lokalie Groß-Glockersdorf wurde 1858 zur Pfarrei erhoben. Klein-Glockersdorf wurde 1868 eigenständig. Ab 1869 gehörte Klein-Glockersdorf zum Bezirk Troppau. Zu dieser Zeit hatte das Dorf 303 Einwohner und bestand aus 45 Häusern. 1891 erfolgte die Inbetriebnahme der Lokalbahn Zauchtel–Bautsch. Im Jahre 1900 lebten in Klein-Glockersdorf 268 Personen; 1910 waren es 251. Der tschechische Ortsname Malý Klokočov wurde 1920 in Klokočůvek abgeändert. Beim Zensus von 1921 lebten in den 46 Häusern der Gemeinde 203 Menschen, darunter 201 Deutsche und 2 Tschechen. Im Jahre 1930 bestand Klein Glockersdorf aus 51 Häusern und hatte 229 Einwohner; 1939 waren es 219. 1937 entstand zwischen Klein-Glockersdorf und Klein-Hermsdorf ein Bahnhof. Nach dem Münchner Abkommen wurde die Gemeinde 1938 dem Deutschen Reich zugesprochen und gehörte bis 1945 zum Landkreis Troppau. Nach dem Ende des Zweiten Weltkrieges kam Klokočůvek zur Tschechoslowakei zurück, die meisten der deutschsprachigen Bewohner wurden vertrieben und das Dorf neu besiedelt. 1949 wurde Klokočůvek dem neu gebildeten Okres Vítkov zugeordnet, der bei der Gebietsreform von 1960 wieder aufgehoben wurde. Im Jahre 1950 hatte das Dorf nur noch 175 Einwohner. 1961 erfolgte die Eingemeindung nach Jakubčovice nad Odrou im Okres Nový Jičín. Seit Beginn des Jahres 1979 ist Klokočůvek ein Ortsteil von Odry. Im Odertal hinter dem Dorf entstand in der zweiten Hälfte des 20. Jahrhunderts die Ferienhaussiedlung Spálovský Mlýn. Die bewaldeten Täler der Oder und ihrer Zuflüsse werden von Erholungssuchenden aufgesucht. Beim Zensus von 2001 lebten in den 50 Häusern von Klokočůvek 126 Personen. Im Jahre 2017 hatte der Ortsteil 142 Einwohner.

## Ortsgliederung
Zu Klokočůvek gehören die Erholungssiedlung Spálovský Mlýn. 
Der Ortsteil bildet einen Katastralbezirk, der zusammen mit Kamenka räumlich vom übrigen Gemeindegebiet abgetrennt ist.

## Sehenswürdigkeiten
- Kapelle des hl. Antonius, errichtet in der zweiten Hälfte des 18. Jahrhunderts unter Karl Wipplar von Uschütz
- Gedenkstein für die Gefallenen des Ersten Weltkrieges
- Wallfahrtsort Mariastein (Maria ve Skále ) im Odertal. Den Quellwassern des Felsens werden seit langer Zeit Heil- und Wunderkräfte zugeschrieben. Der Felsen ist jährlich zu Mariä Wiegenfest das Ziel von Wallfahrten. Im Jahre 1990 wurde die Quelle neu gefasst. Der bereits auf Spálover Gemarkung gelegene Wallfahrtsort und die Siedlung Skála Panny Marie sind nur von Klokočůvek aus über eine Eisenbetonbrücke erreichbar.
- Felsstallungen unterhalb der Čížovice, sie sollen von den Bewohnern während des Dreißigjährigen Krieges zum Schutz ihres Hab und Gutes gegraben worden sein.
- Reste der Burg Švédská skála (Schwedenfelsen), gegenüber von Klokočůvek auf einem Felssporn zwischen der Oder und dem Brálný potok
- Naturdenkmal Vrásový soubor v Klokočůvku, an der Oder zwischen Klokočůvek und Spálovský Mlýn. Die zu Tonschiefer verwitterten gefalteten Gesteinsschichten um die Dračí skála (Drachenfelsen) wurden 1998 unter Schutz gestellt.